# Scottish Championship 2023/24
Die Scottish Championship wurde 2023/24 zum 11. Mal als zweithöchste Fußball-Spielklasse der Herren in Schottland ausgespielt. Die Liga wurde offiziell als cinch Championship ausgetragen, und war nach der Premiership und vor der League One und League Two eine der vier Ligen innerhalb der Scottish Professional Football League. Es war zudem die 117. Austragung einer zweithöchsten Fußball-Spielklasse innerhalb der Scottish Professional Football League.
Die Saison begann am 5. August 2023 und endete mit dem 36. Spieltag am 3. Mai 2024.
In der Saison 2023/24 traten zehn Klubs in insgesamt 36 Spieltagen gegeneinander an. Jedes Team spielte jeweils zweimal zu Hause und auswärts gegen jedes andere Team.
Den Titel und Aufstieg sicherte sich Dundee United nach einem 0:0 bei Airdrieonians FC am vorletzten Spieltag. Dadurch gelang den „Tangerines“ nach einem Jahr der sofortige Wiederaufstieg. Für die Aufstiegsrelegation qualifizierten sich die Raith Rovers, Partick Thistle und die Airdrieonians FC. Der FC Arbroath stieg in die League One ab.

## Vereine
| Verein                       | Stadt       | Stadion            | Kapazität |
| ---------------------------- | ----------- | ------------------ | --------- |
| Airdrieonians FC             | Airdrie     | Excelsior Stadium  | 10.101    |
| FC Arbroath                  | Arbroath    | Gayfield Park      | 06.600    |
| Ayr United                   | Ayr         | Somerset Park      | 10.185    |
| Dundee United                | Dundee      | Tannadice Park     | 14.233    |
| Dunfermline Athletic         | Dunfermline | East End Park      | 11.480    |
| Greenock Morton              | Greenock    | Cappielow Park     | 11.589    |
| Inverness Caledonian Thistle | Inverness   | Caledonian Stadium | 07.750    |
| FC Queen’s Park              | Glasgow     | Hampden Park       | 51.866    |
| Partick Thistle              | Glasgow     | Firhill Stadium    | 10.102    |
| Raith Rovers                 | Kirkcaldy   | Stark’s Park       | 08.867    |

## Abschlusstabelle
| Pl. | Verein                       | Sp. | S  | U  | N  | Tore    | Diff. | Punkte |
| --- | ---------------------------- | --- | -- | -- | -- | ------- | ----- | ------ |
| 1.  | Dundee United (A)            | 36  | 22 | 9  | 5  | 073:230 | +50   | 75     |
| 2.  | Raith Rovers                 | 36  | 20 | 9  | 7  | 058:420 | +16   | 69     |
| 3.  | Partick Thistle              | 36  | 14 | 13 | 9  | 063:540 | +9    | 55     |
| 4.  | Airdrieonians FC (N)         | 36  | 15 | 7  | 14 | 044:440 | ±0    | 52     |
| 5.  | Greenock Morton              | 36  | 12 | 9  | 15 | 043:460 | −3    | 45     |
| 6.  | Dunfermline Athletic (N)     | 36  | 11 | 12 | 13 | 043:480 | −5    | 45     |
| 7.  | Ayr United                   | 36  | 12 | 8  | 16 | 053:610 | −8    | 44     |
| 8.  | FC Queen’s Park              | 36  | 11 | 10 | 15 | 050:560 | −6    | 43     |
| 9.  | Inverness Caledonian Thistle | 36  | 10 | 12 | 14 | 041:400 | +1    | 42     |
| 10. | FC Arbroath                  | 36  | 6  | 5  | 25 | 035:890 | −54   | 23     |

| Zum Saisonende 2023/24: |

| Zum Saisonende 2022/23: |                                                |
| (A)                     | Absteiger aus der Scottish Premiership 2022/23 |
| (N)                     | Aufsteiger aus der Scottish League One 2022/23 |

## Relegation
Teilnehmer an den Relegationsspielen waren der Neuntplatzierte aus der diesjährigen Championship sowie drei Mannschaften aus der League One. Die Sieger der ersten Runde spielten in der letzten Runde um einen Platz für die folgende Scottish Championship-Saison 2024/25.
Erste Runde
Die Spiele wurden am 7. und 11. Mai 2024 ausgetragen.
|                | Gesamt |                              | Hinspiel  | Rückspiel |
| -------------- | ------ | ---------------------------- | --------- | --------- |
| FC Montrose    | 0:1    | Inverness Caledonian Thistle | 0:0       | 0:1 (0:0) |
| Alloa Athletic | 4:5    | Hamilton Academical          | 2:2 (0:1) | 2:3 (1:2) |

Zweite Runde
Die Spiele wurden am 15. und 18. Mai 2024 ausgetragen.
|                     | Gesamt |                              | Hinspiel  | Rückspiel |
| ------------------- | ------ | ---------------------------- | --------- | --------- |
| Hamilton Academical | 5:3    | Inverness Caledonian Thistle | 2:1 (2:0) | 3:2 (3:1) |

## Personal und Sponsoren
| Verein                       | Logo | Trainer                                                              | Kapitän         | Ausrüster | Hauptsponsor                 |
| ---------------------------- | ---- | -------------------------------------------------------------------- | --------------- | --------- | ---------------------------- |
| Airdrieonians FC             |      | Rhys McCabe                                                          | Adam Frizzell   | Joma      | Holemasters                  |
| FC Arbroath                  |      | Dick Campbell (bis November 2023) Jim McIntyre (ab Dezember 2023)    | Thomas O’Brien  | Macron    | Megatech                     |
| Ayr United                   |      | Lee Bullen (bis Januar 2024) Scott Brown (ab Januar 2024)            | Sean McGinty    | O’Neills  | Jewson                       |
| Dundee United                |      | Jim Goodwin                                                          | Ross Docherty   | Erreà     | Bartercard                   |
| Dunfermline Athletic         |      | James McPake                                                         | Kyle Benedictus | Erreà     | SRJ Windows                  |
| Greenock Morton              |      | Dougie Imrie                                                         | Grant Gillespie | Joma      | Dalrada Technology           |
| Inverness Caledonian Thistle |      | Billy Dodds (bis September 2023) Duncan Ferguson (ab September 2023) | Sean Welsh      | Puma      | Intelligent Land Investments |
| Partick Thistle              |      | Kris Doolan                                                          | Brian Graham    | O’Neills  | Clydebuilt Home Improvements |
| FC Queen’s Park              |      | Robin Veldman (bis Dezember 2023) Callum Davidson (ab Dezember 2023) | Jack Thomson    | Adidas    | City Facilities Management   |
| Raith Rovers                 |      | Ian Murray                                                           | Scott Brown     | Joma      | Dean Park Hotel              |

## Trainerwechsel
| Verein | Verein                       | Trainer       | Grund     | Datum              | Tabellenplatz | Nachfolger      |
| ------ | ---------------------------- | ------------- | --------- | ------------------ | ------------- | --------------- |
|        | Inverness Caledonian Thistle | Billy Dodds   | Entlassen | 17. September 2023 | 10.           | Duncan Ferguson |
|        | FC Arbroath                  | Dick Campbell | Rücktritt | 25. November 2023  | 9.            | Jim McIntyre    |
|        | FC Queen’s Park              | Robin Veldman | Entlassen | 9. Dezember 2023   | 8.            | Callum Davidson |
|        | Ayr United                   | Lee Bullen    | Entlassen | 15. Januar 2024    | 9.            | Scott Brown     |